# Armengol II de Urgel
Armengol II de Urgel, también llamado Ermengol, llamado el Peregrino (1010-Jerusalén, 1039), fue conde de Urgel entre 1011 y 1039. Hijo del conde Armengol I de Urgel, sucedió a su padre en el condado en 1011 cuando este falleció en la expedición catalana a Córdoba en ese año.  Era un recién nacido y su tío, Ramón Borrell de conde de Barcelona, ejerció de tutor hasta su muerte en 1017.
Con la ayuda de su tío, Armengol II consiguió reconquistar una buena parte de las tierras del sur: Montmagastre, Alós, Malagastre, Rubió y Artesa. Recibió también ayuda del obispo de Urgel, Armengol, que reconquistó y repobló la zona de Guisona hacia el año 1015. También le ayudó Arnau Mir de Tost, que ocupó el castillo y el valle de Áger en 1034. De los reyes de Lérida y Zaragoza recibió diversas parias; una parte de ellas las cedió a la iglesia de Urgel.
En octubre de 1038 aún se encontraba en Cataluña desde donde viajó, como muchos de sus coetáneos, a Tierra Santa, lugar en el que encontró la muerte en 1039 y donde recibió sepultura.

## Matrimonios y descendencia
Contrajo un primer matrimonio con Arsenda, posiblemente hija de vizconde Guillermo I de Besiers, de quien no hubo descendencia.  Al enviudar, volvió a casar con Velasquita, de sobrenombre Constanza. Fueron padres de Armengol III de Urgel que sucedió a su padre en el condado.